# Spilopimpla facialis
Spilopimpla facialis là một loài tò vò trong họ Ichneumonidae.